# Grímur Thomsen
Grímur Þorgrímsson Thomsen (ur. 15 maja 1820 w Bessastaðir, zm. 27 listopada 1897 tamże) – islandzki poeta.
Pisał romantyczne ballady wzorowane na utworach Goethego, Schillera i Uhlanda, w których wskrzeszał świat dawnych skandynawskich sag. W 1880 i 1895 wydał zbiory Ljóðmæli (Poezje).